# Землетрясение в Тюэцу (2004)
Землетрясение в Тюэцу (яп. 平成16年新潟県中越地震, Хэйсэй дзю-року-нен Ниигата-кен Тюэцу дзисин) — землетрясение в префектуре Ниигата на японском острове Хонсю. Произошло в субботу 23 октября 2004 года и ощущалось в префектурах Тиба, Фукусима, Гумма, Канагава, Мияги, Сайтама и Токио.
По данным Японского метеорологического агентства (JMA) первый, самый мощный, толчок магнитудой 6,8 (по другим данным — 6,6) был зафиксирован в 17:56 по местному времени (UTC+9:00). Его интенсивность составила 7 баллов по шкале JMA, эпицентр находился в 4 км восточнее города Одзия, гипоцентр — на глубине 13 км. В 18:11 и 18:34 последовало ещё два мощных толчка магнитудой 6,0 и 6,5 (6+ по шкале JMA), а в 19:45, — толчок магнитудой 5,7 (6- по шкале JMA).
В последующие дни было зафиксировано ещё несколько подземных колебаний, наиболее ощутимые из которых — 24, 25 и 27 октября, а также 4 и 8 ноября (5,0—6,1).
| №  | Время | Координаты                       | Магнитуда | Глубина гипоцентра | Интенсивность |
| -- | ----- | -------------------------------- | --------- | ------------------ | ------------- |
| 1  | 17:56 | 37°17,40′ с. ш. 138°52,20′ в. д. | 6,8       | 13 км              | 7             |
| 2  | 17:59 | 37°18,60′ с. ш. 138°51,50′ в. д. | 5,3       | 16 км              | 5+            |
| 3  | 18:03 | 37°21,10′ с. ш. 138°59,20′ в. д. | 6,3       | 9 км               | 5+            |
| 4  | 18:07 | 37°20,70′ с. ш. 138°52,10′ в. д. | 5,7       | 15 км              | 5+            |
| 5  | 18:11 | 37°15′ с. ш. 138°50′ в. д.       | 6,0       | 12 км              | 6+            |
| 6  | 18:34 | 37°18,20′ с. ш. 138°56′ в. д.    | 6,5       | 14 км              | 6+            |
| 7  | 18:36 | 37°15,20′ с. ш. 138°56,70′ в. д. | 5,1       | 7 км               | 5-            |
| 8  | 18:57 | 37°12,20′ с. ш. 138°52′ в. д.    | 5,3       | 8 км               | 5+            |
| 9  | 19:36 | 37°12,80′ с. ш. 138°49,70′ в. д. | 5,3       | 11 км              | 5-            |
| 10 | 19:45 | 37°17,60′ с. ш. 138°52,80′ в. д. | 5,7       | 12 км              | 6-            |
| 11 | 19:48 | 37°17,70′ с. ш. 138°50,40′ в. д. | 4,4       | 14 км              | 5-            |

Причиной землетрясения стало пододвигание Тихоокеанской литосферной плиты под материковую Охотскую плиту примерно в 350 км к западу от Японского жёлоба.
Наиболее серьёзно пострадали территории вблизи населённых пунктов недалеко от Нагаоки, в частности посёлок Ямакоси, города Кавагути и Токамати, в результате чего численность населения двух последних снизилась на 11,9 % и 5,9 % соответственно.
По степени разрушения землетрясение в Тюэцу стало на тот момент вторым после катастрофы в Кобе, произошедшей 17 января 1995 году. Свыше 62 тыс. человек пострадало, по меньшей мере 68 человек погибли, 4805  получили ранения, более 100 тысяч были вынуждены перебраться во временное жильё. Были разрушены или повреждены 6 тысяч зданий, несколько дорог, мостов и железнодорожных линий, объекты газо-, водо- и электроснабжения; произошло не меньше 1300 оползней и 11 пожаров. Сошёл с рельсов двигающийся со скоростью 210 км/час высокоскоростной поезд, при этом ни один из 155 пассажиров не пострадал. По разным оценкам ущерб составил от 28 до 40 миллиардов долларов США.
События, произошедшие во время землетрясения, легли в основу сюжета фильма «История Мари и трёх щенков» режиссёра Рюити Иноматы (2007).